# Lorenzo Pucci (cardinale)
Lorenzo Pucci (Firenze, 18 agosto 1458 – Roma, 16 settembre 1531) è stato un cardinale e vescovo cattolico italiano, originario della famiglia fiorentina dei Pucci.

## Biografia
Era il figlio di Antonio Pucci e Maddalena di Betto di Giuliano Gini
Professore allo Studio di Pisa, il 15 febbraio 1509 fu nominato vescovo coadiutore di Pistoia. Succedette alla medesima sede il 17 settembre 1518.
Papa Leone X lo nominò cardinale nel concistoro del 23 settembre 1513 con il titolo di Cardinale presbitero dei Santi Quattro Coronati e lo scelse come suo segretario personale. In questa veste compì numerose ambascerie, soprattutto a Firenze, dove il papa voleva che il gonfaloniere a vita Piero Soderini si ritirasse dall'incarico. Nello stesso anno ricevette la commenda come abate dell'Abbazia di Notre-Dame-en-Saint-Melaine, carica che mantenne per poco più di un anno. Tra il 1518 e il 1519 fu Camerlengo del Sacro Collegio.
Il 10 agosto 1521 Leone X lo nominò Commendatore del Monastero di San Giovanni in Fiore. Dopo il rovinoso conflitto contro Carlo V, il Sacco di Roma e la prigionia del Papa, e dopo la successiva riappacificazione tra Papa e Imperatore, Lorenzo Pucci fu tra quelli che più spinsero ad accelerare l'impresa della riconquista di Firenze dai ribelli repubblicani.
Accusato di appropriazione indebita e peculato, fu rimproverato aver dato a Martin Lutero l'opportunità di portare avanti le accuse di venalità contro la corte pontificia, in particolare contro le indulgenze, delle quali egli aveva fatto un commercio scandaloso. Il suo comportamento lo rese odioso ai colleghi. Il cardinale Giulio de'Medici allontanò da lui queste accuse con la sua stima e, divenuto papa con il nome di Clemente VII, lo riportò alla reputazione iniziale.

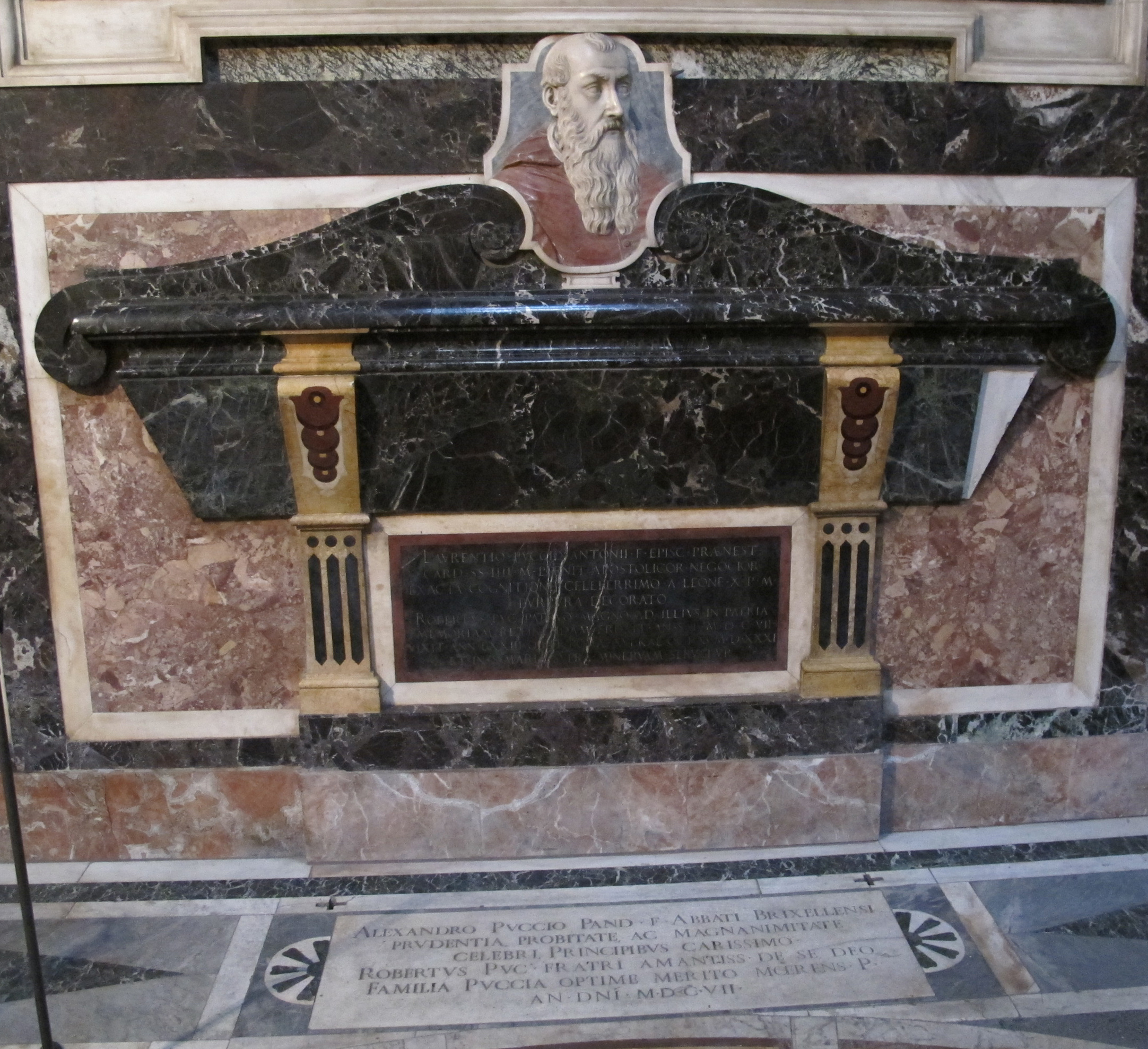
Il cenotafio di Lorenzo Pucci nella Cappella di San Sebastiano nella basilica della Santissima Annunziata a Firenze

Morì il 16 settembre 1531, poco dopo l'assedio di Firenze che aveva reinstaurato, definitivamente, i Medici a Firenze. La sua salma è inumata nella basilica di Santa Maria sopra Minerva a Roma.
Il nipote Antonio e il fratello Roberto furono pure cardinali.

## Incarichi episcopali
Lorenzo Pucci fu amministratore apostolico di quattro diocesi: Vannes, Melfi, Amalfi e Vallo della Lucania. Fu poi cardinale-vescovo di Albano e successivamente di Palestrina.

## Conclavi
Durante il suo cardinalato, Lorenzo Pucci partecipò ai conclavi:
- conclave del 1521-1522, che elesse papa Adriano VI
- conclave del 1523, che elesse papa Clemente VII

## Genealogia episcopale e successione apostolica
La genealogia episcopale è:
- Cardinale Guillaume d'Estouteville, O.S.B.Clun.
- Papa Sisto IV
- Papa Giulio II
- Cardinale Raffaele Riario
- Papa Leone X
- Cardinale Lorenzo Pucci

La successione apostolica è:
- Vescovo Giuliano Dati (1518)
- Arcivescovo Girolamo Planca (1519)
- Vescovo Girolamo Ghianderoni (1519)
- Vescovo Manlio Cabacio Rallo (1519)
- Vescovo Giovanni Morelli, O.F.M. (1520)
- Vescovo Giangiacomo di Gambarana (1521)
- Arcivescovo Alfonso Sforza di Santa Fiora (1523)
- Vescovo Girolamo Balbi (1523)